# АТП Војводина
Ауто-транспортно предузеће Војводина (скраћено АТП Војводина) основано је 1945. године као саобраћајни центар државног аутомобилског предузећа Србије за Војводину. у 1970. години предузеће је запошљавало 825 радника и располагало са 100 аутобуса и приближно толико теретних возила. Те године добијена је Октобарска награда Новог Сада, поводом 25 година успешног рада. Предузеће је реорганизовано 1978. године, када настају посебна предузећа за поједине делатности: Војводинашпед, Војводинатурс, 25. мај, АТП Војводина. Правни следбеник и базно предузеће је АТП Војводина.